# Trivor
Le Trivor est une montagne du Pakistan culminant à 7 577 mètres d'altitude. Elle est située dans l'Hispar Muztagh dans le massif du Karakoram, à dix kilomètres du Distaghil Sar (7 885 m).

## Ascensions

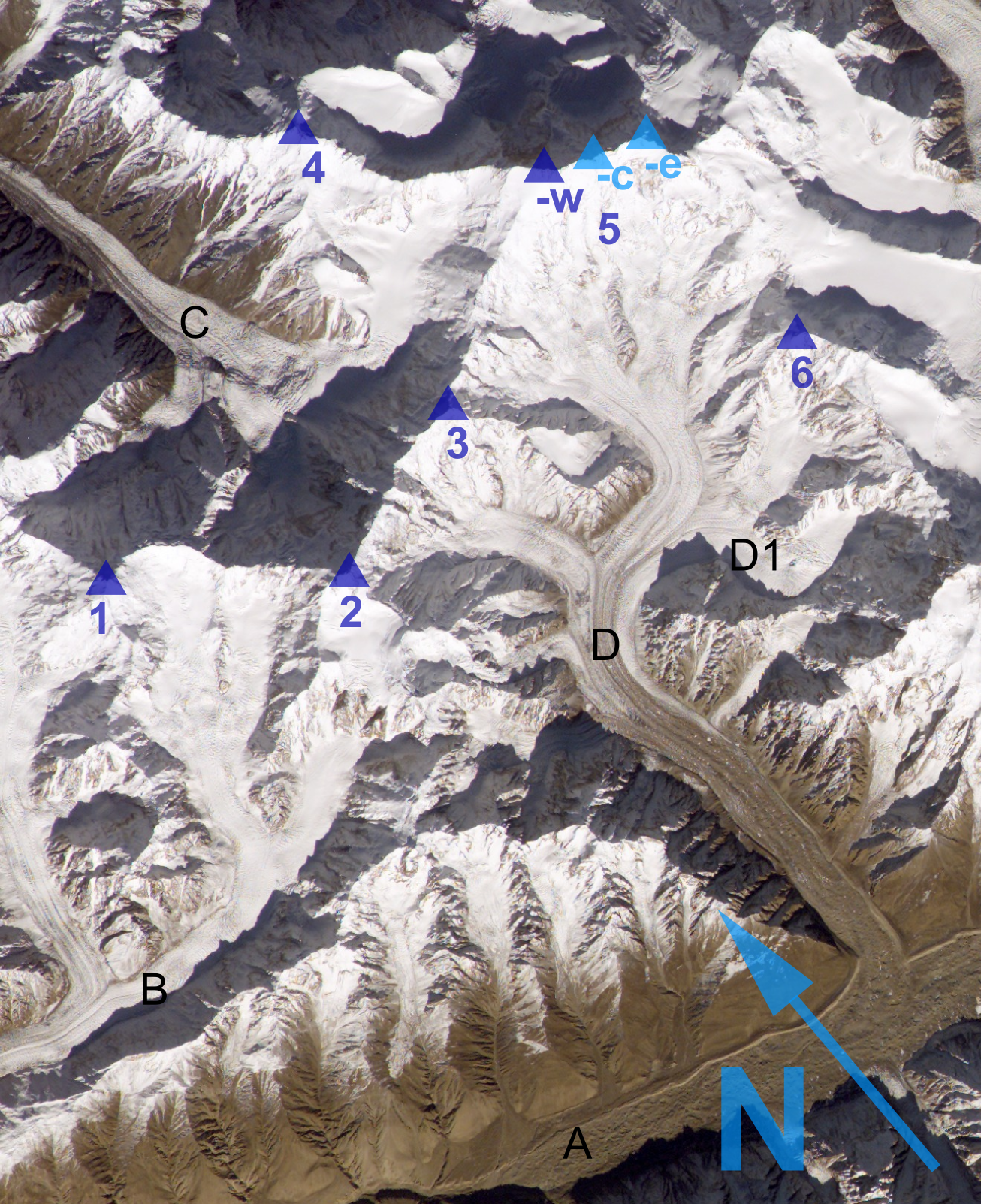
Vue satellite depuis la Station spatiale internationale de la partie ouest de l'Hispar Muztagh. En 2, le Trivor ; en 5, le Distaghil Sar.

La première ascension du Trivor est effectuée en 1960 par une expédition anglo-américaine, qui passe par le glacier Gharesa (B) puis par le col entre le Trivor (2) et le Momhil Sar (1). Le Britannique Wilfred Noyce et l'Américain Jack Sadler atteignent le sommet le 17 août 1960.
La seconde ascension est réalisée en 1991 par une expédition japonaise. Elle passe par le glacier Momhil (C), au nord, avant de rejoindre le col entre le Trivor et le Momhil Sar. Toshifumi Onuki et Atsushi Endo atteignent le sommet le 30 août 1991.